# Franco de Yuso
Franco de Yuso es un despoblado que actualmente forma parte del municipio de Condado de Treviño, en la provincia de Burgos, Castilla y León (España).

## Toponimia
A lo largo de los siglos ha sido conocido con los nombres de Prango y Franco de Yuso.

## Historia
Documentado desde 1025 (Reja de San Millán), se desconoce cuándo se despobló.